# Kuna de Madugandí
Kuna de Madugandi est une comarque du Panama. Elle fut créée en 1996, à l'est de la province de Panama, dans le district de Chepo. L'ethnie la plus importante est l'ethnie Kuna. Sa capitale est Akua Yala.
La comarque n'est pas subdivisée en districts. 